# Sphaerobelum bicorne
Sphaerobelum bicorne är en mångfotingart som beskrevs av Carl Graf Attems 1938. Sphaerobelum bicorne ingår i släktet Sphaerobelum och familjen Zephroniidae. Inga underarter finns listade i Catalogue of Life.